# Wimperkruller

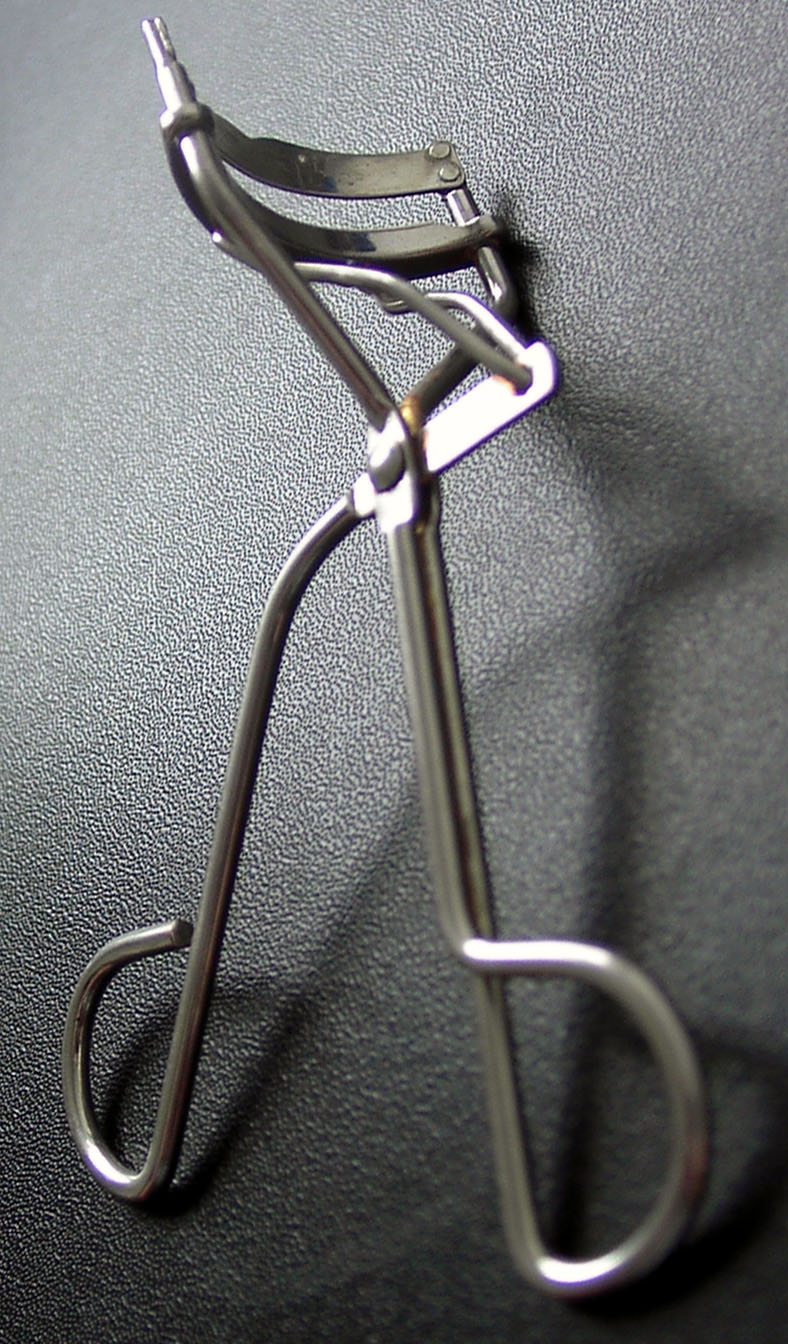
Wimperkruller

De wimperkruller is een gebruiksvoorwerp dat gebruikt wordt bij het opmaken van de ogen. De bovenste wimpers kunnen dankzij het speciale tangetje worden omgebogen, zodat ze wat meer omhoog krullen. 
Vaak wordt er ook nog een laag mascara aangebracht om dit effect voor langere tijd te behouden. Het gebruik van de wimperkruller kan met reguliere oogmake-up gecombineerd worden.
Er zijn cosmeticamerken die beweren dat hun mascara hetzelfde effect heeft, namelijk het krullen van de wimpers. Hierover zijn de meningen verdeeld. Sommige mensen vinden wimperkrullers slecht, omdat de wimpers er minder stevig van zouden worden of zelfs zouden kunnen breken.